# كوتا كاوانو
كوتا كاوانو (باليابانية: 河野 孝汰) (مواليد 12 أغسطس 2003) هو لاعب كرة قدم ياباني.

## وصلات خارجية
- كوتا كاوانو على موقع رابطة كرة القدم اليابانية للمحترفين (اليابانية)
- كوتا كاوانو على موقع قاعدة بيانات كرة القدم.إي يو (الإنجليزية)
- كوتا كاوانو على موقع Soccerway.com (الإنجليزية)
- كوتا كاوانو على موقع عالم كرة القدم.نت (الإنجليزية)